# زینب توغچه بیات
زینب توغچه بیات (انگلیسی: Zeynep Tuğçe Bayat؛ زادهٔ ۸ فوریهٔ ۱۹۹۰) بازیگر اهل ترکیه است. وی از سال ۲۰۰۹ میلادی تاکنون مشغول فعالیت بوده‌است.